# شیبستد
شیبستد (به نروژی: Schibsted) شرکت رسانه‌های گروهی نروژی است، که دارای فعالیت در ۲۷ کشور جهان بوده، اما تمرکز اصلی آن در کشورهای نروژ و سوئد می‌باشد. ستاد مرکزی این شرکت در شهر اسلو، نروژ قرار دارد.
شرکت شیبستد طیف وسیعی از عملیات مرتبط با مدیا و رسانه‌های گروهی را پشتیبانی می‌کند. حوزه فعالیت‌های این شرکت عبارت است از: انتشار روزنامه، ارائه شبکه‌های تلویزیونی، تهیه فیلم، خدمات انتشاراتی و چندرسانه‌ای، ارائه خدمات اینترنت، ویدئو، دی‌وی‌دی و فراهم‌نمودن ترمینال‌های وایرلس مانند دستیارهای دیجیتال شخصی و تلفن‌های همراه.